# Polarizační filtr

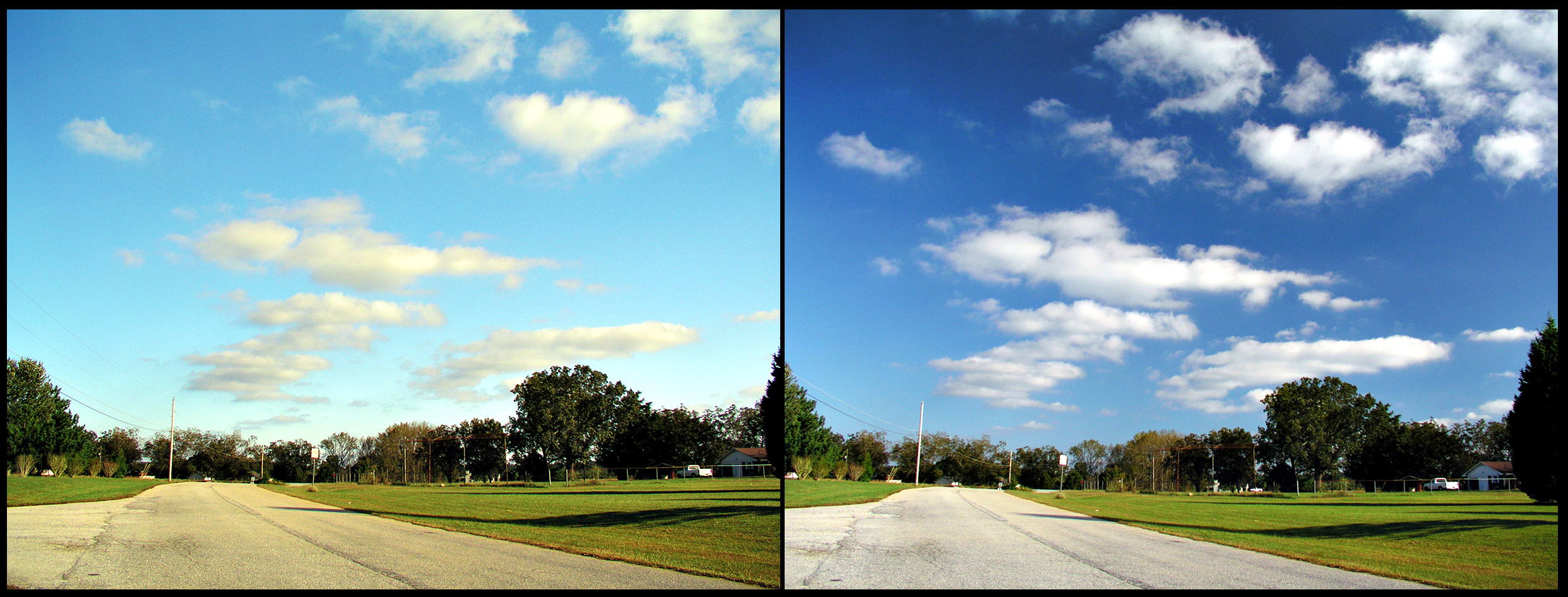
Efekt polarizačního filtru na barevné fotografii
oblohy. Obrázek vpravo je nasnímán s použitím filtru

Polarizační filtr je fotografický filtr, který se umisťuje před objektiv fotoaparátu, aby ztmavil oblohu, upravil odrazy nebo potlačil odlesky od hladiny jezer nebo moře. Protože odrazy (a světlo oblohy) bývají alespoň částečně lineárně polarizované, lze lineární polarizační filtr použít ke změně vyvážení světla na fotografii. Otočná orientace filtru se nastavuje tak, aby se dosáhlo preferovaného uměleckého efektu. U moderních fotoaparátů se obvykle používá kruhový polarizátor; ten se skládá nejprve z lineárního polarizátoru, který plní právě popsanou uměleckou funkci, a poté ze čtvrtvlnné destičky, která nyní lineárně polarizované světlo před vstupem do fotoaparátu dále transformuje na světlo kruhově polarizované. Tento dodatečný krok zabraňuje problémům s automatickým zaostřováním a senzory měření světla v některých fotoaparátech, které by jinak nemusely spolehlivě fungovat s jednoduchým lineárním polarizátorem.
Z optického hlediska jde o speciální druh polarizátoru.

## Princip

Nepolarizované světlo a polarizované světlo po průchodu polarizačním filtrem

Světlo je elektromagnetické záření, které kmitá ve všech směrech. Polarizační filtr propouští pouze světlo, které kmitá v jednom směru. Filtr je v praxi našroubovaný na objektivu a je konstruován tak, že se dá ve své objímce otáčet. Požadovaný směr kmitání se řídí natočením filtru. Tím dochází k zachytávání polarizovaného světla.
Polarizované světlo vzniká především odrazem od lesklého nekovového povrchu (voda, sklo apod.) nebo průchodem materiálem, který světlo polarizuje (např. opar), rozptylem a lomem světla nebo absorpcí.

## Použití polarizačního filtru
Efekt polarizačního filtru se nejvíce projevuje tehdy, pokud je objektiv namířen kolmo ke slunci. Pokud je polarizační filtr ve směru rovnoběžném se slunečním světlem, efekt se neprojevuje vůbec. Stejně tak se efekt neprojevuje při fotografování s pomocí blesku.
Závislost na postavení vůči Slunci může způsobovat nerovnoměrné osvětlení oblohy při použití polarizačního filtru s širokoúhlým objektivem v krajinářské fotografii.
Při použití polarizačního filtru dochází k úbytku světla o cca 1,5 EV.

### Polarizované brýle
Nepolarizované světlo po odrazu na lesklé zrcadlové ploše obvykle získá stupeň polarizace. Tento jev objevil matematik Étienne-Louis Malus v roce 1808. Po tomto vědci byl také pojmenován Malusův zákon. Polarizační brýle využívají tento efekt, aby zredukovaly záři z odrazu na horizontálním povrchu. Zejména se tak děje při pozorování cesty vpřed z elevačního úhlu.
Lidé s polarizačními brýlemi mohou občas zahlédnout náhodné polarizační efekty. Mezi ně patří barevné dvojlomné efekty například na povrchu z tvrzeného skla, autosklech nebo plexisklech. K těmto efektům dochází v souvislosti s přirozeným polarizovaným světlem při odrazu a tříštění. Rovněž polarizované záření z LCD monitorů je s polarizačními brýlemi dobře viditelné.

## Druhy polarizačních filtrů

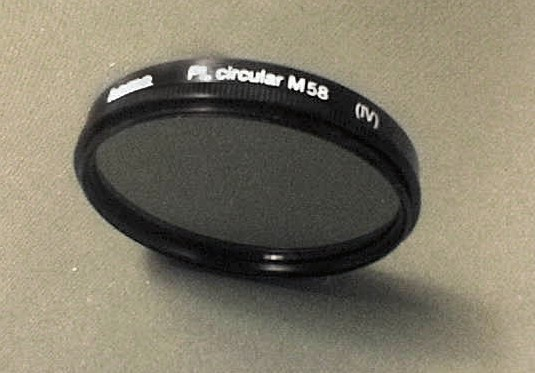
Cirkulární polarizační filtr

Existují dva základní typy polarizačních filtrů
- lineární – po průchodu lineárním filtrem je světlo lineárně polarizované
- cirkulární – cirkulární filtr má pomocnou fólii, která po průchodu polarizačním filtrem světlo polarizuje kruhově, takže je pro další zpracování ve fotoaparátu podobnější původnímu nepolarizovanému světlu (u kruhově polarizovaného světla však výsledný vektor elektrické intenzity kmitá do kruhu, nikoli náhodně jako u nepolarizovaného světla).

Použití lineárního filtru může mít u fotoaparátu negativní vliv na kvalitu autofokusu nebo měření expozice.